# Tadeusz
Tadeusz – imię męskie pochodzenia semickiego. Wywodzi się od słowa oznaczającego „odważny”, „śmiały”. Imię przypisywane apostołowi Judzie.
Żeński odpowiednik: Tadea.
Formy zdrobniałe: Tadek, Tadeuszek, Tadzik, Tadzio.
Imię rozpowszechnione w Polsce. W styczniu 2025 r. w rejestrze PESEL, wśród publicznie dostępnych danych dotyczących osób żyjących, wykazano 192239 mężczyzn o imieniu Tadeusz nadanym jako imię pierwsze.
Tadeusz imieniny obchodzi 11 maja, 25 października i 28 października.

## Mężczyźni noszący imię Tadeusz
- Tadeusz Borowski – poeta,
- Tadeusz Bór-Komorowski – generał WP,
- Tadeusz Chmielewski – reżyser filmowy,
- Tadeusz Cymański – polityk,
- Tadeusz Czacki – współtwórca Konstytucji Trzeciego Maja,
- Tadeusz Dołęga-Mostowicz – pisarz,
- Tadeusz Dziuba – wojewoda wielkopolski,
- Tadeusz Drozda – satyryk,
- Tadeusz Fijewski – aktor,
- Tadeusz Gadacz – filozof
- Tadeusz Gajcy – poeta, żołnierz Armii Krajowej,
- Tadeusz Gocłowski – arcybiskup metropolita gdański,
- Tadeusz Isakowicz-Zaleski – kapłan, historyk,
- Tadeusz Huk – aktor,
- Tadeusz Iwiński – polityk, poliglota, polityk SLD,
- Tadeusz Janczar – aktor,
- Tadeusz Kantor – malarz, scenograf, reżyser, twórca teatru Cricot 2,
- Tadeusz Kondrat – aktor,
- Tadeusz Konwicki – prozaik,
- Tadeusz Kościuszko – generał, naczelnik powstania kościuszkowskiego,
- Tadeusz Kotarbiński – filozof,
- Tadeusz Kutrzeba – generał WP,
- Tadeusz Lehr-Spławiński – językoznawca,
- Tadeusz Luty – profesor Politechniki Wrocławskiej,
- Tadeusz Łomnicki – aktor,
- Tadeusz Mazowiecki – premier Polski,
- Tadeusz Michalik – zapaśnik,
- Tadeusz Miciński – poeta,
- Tadeusz Nalepa – piosenkarz, lider zespołu Blackout,
- Tadeusz Nowakowski – pisarz,
- Tadeusz Olsza – aktor filmowy i kabaretowy, śpiewak, tancerz, reżyser,
- Tadeusz Płoski – biskup polowy WP,
- Tadeusz Polkowski – raper,
- Tadeusz Rakoczy – biskup diecezjalny bielsko-żywiecki,
- Tadeusz Reichstein – szwajcarski noblista polskiego pochodzenia,
- Tadeusz Reytan – poseł nowogródzki na Sejm Czteroletni,
- Tadeusz Ross – aktor, satyryk, polityk,
- Tadeusz Rozwadowski – generał WP,
- Tadeusz Różewicz – poeta, prozaik, dramaturg, eseista,
- Tadeusz Rutkowski – sztangista,
- Tadeusz Rydzyk – prezbiter rzymskokatolicki, redemptorysta, twórca i dyrektor Radia Maryja,
- Tadeusz Sznuk – dziennikarz, gospodarz teleturnieju Jeden z dziesięciu,
- Tadeusz Śliwiak – poeta,
- Tadeusz Ślusarski – lekkoatleta,
- Tadeusz Taworski – dyrektor ZOO w Płocku,
- Tadeusz Tomaszewski – psycholog,
- Tadeusz Ulatowski – koszykarz,
- Tadeusz Vetulani – biolog, inicjator pracy nad restytucją tarpana leśnego,
- Tadeusz Walasek – bokser,
- Tadeusz Paweł Zakrzewski – biskup diecezjalny płocki,
- Tadeusz Zawadzki – ps. „Zośka”, harcmistrz, bohater książki Aleksandra Kamińskiego Kamienie na szaniec,
- Tadeusz Zubiński – polski pisarz, tłumacz, krytyk, eseista, brat Inflancki Ậpsis,
- Tadeusz Zwiefka – dziennikarz i polityk,
- Tadeusz Boy-Żeleński – pisarz, satyryk, publicysta,
- Tadeusz Żuliński – lekarz, powstaniec styczniowy,
- Tadeusz Józef Żuliński – lekarz, członek PPS, legionista, żołnierz, pierwszy komendant Polskiej Organizacji Wojskowej (POW),
- Tadeusz Kazimierz Żuliński – lekarz weterynarii, specjalista anatomii patologicznej zwierząt.

## Postacie fikcyjne
- Tadeusz Soplica – bohater epopei Adama Mickiewicza
- Tadeusz Norek – bohater sitcomu „Miodowe lata”
- Tadzio – polski chłopiec z noweli Thomasa Manna Śmierć w Wenecji.